# William Edward Murray
William Edward Murray (Leichhardt, 16 febbraio 1920 – Randwick, 21 aprile 2013) è stato un vescovo cattolico australiano.

## Biografia
William Edward Murray nacque a Leichhardt il 16 febbraio 1920.
Studiò presso il St Columba's Catholic College a Springwood e poi al De La Salle College a Marrickville, un sobborgo di Sydney. Fu ordinato presbitero nella cattedrale di Santa Maria il 21 luglio 1945 dall'arcivescovo Norman Gilroy, incardinandosi nell'arcidiocesi di Sydney.
Completò la sua formazione sacerdotale a Roma frequentando la Pontificia Università Gregoriana dal 1955 al 1958, dove ottenne il dottorato in scienze sociali. Dopo l'ordinazione sacerdotale fu nominato portavoce dell'arcidiocesi di Sydney e direttore del Catholic Information Bureau. Successivamente fu rettore del St Columba's Catholic College di Springwood.
Il 5 giugno 1975 papa Paolo VI lo nominò vescovo di Wollongong. Ricevette l'ordinazione episcopale nella cattedrale di San Francesco Saverio a Wollongong il 21 luglio seguente per imposizione delle mani del cardinale James Darcy Freeman.
Il 26 gennaio 1988 ricevette l'Ordine dell'Australia per i servigi resi alla religione.
Resse la diocesi per quasi 21 anni ritirandosi per raggiunti limiti d'età il 12 aprile 1996. Morì presso la casa di riposo gestita dalle Piccole sorelle dei poveri a Randwick, un sobborgo di Sydney il 21 aprile 2013 all'età di 93 anni.

## Genealogia episcopale
La genealogia episcopale è:
- Cardinale Scipione Rebiba
- Cardinale Giulio Antonio Santori
- Cardinale Girolamo Bernerio, O.P.
- Arcivescovo Galeazzo Sanvitale
- Cardinale Ludovico Ludovisi
- Cardinale Luigi Caetani
- Cardinale Ulderico Carpegna
- Cardinale Paluzzo Paluzzi Altieri degli Albertoni
- Papa Benedetto XIII
- Papa Benedetto XIV
- Papa Clemente XIII
- Cardinale Marcantonio Colonna
- Cardinale Giacinto Sigismondo Gerdil, B.
- Cardinale Giulio Maria della Somaglia
- Cardinale Carlo Odescalchi, S.I.
- Cardinale Costantino Patrizi Naro
- Cardinale Serafino Vannutelli
- Cardinale Domenico Serafini, O.S.B.
- Cardinale Pietro Fumasoni Biondi
- Arcivescovo Filippo Bernardini
- Cardinale Norman Gilroy
- Cardinale James Darcy Freeman
- Vescovo William Edward Murray